# Dama di Bonifacio

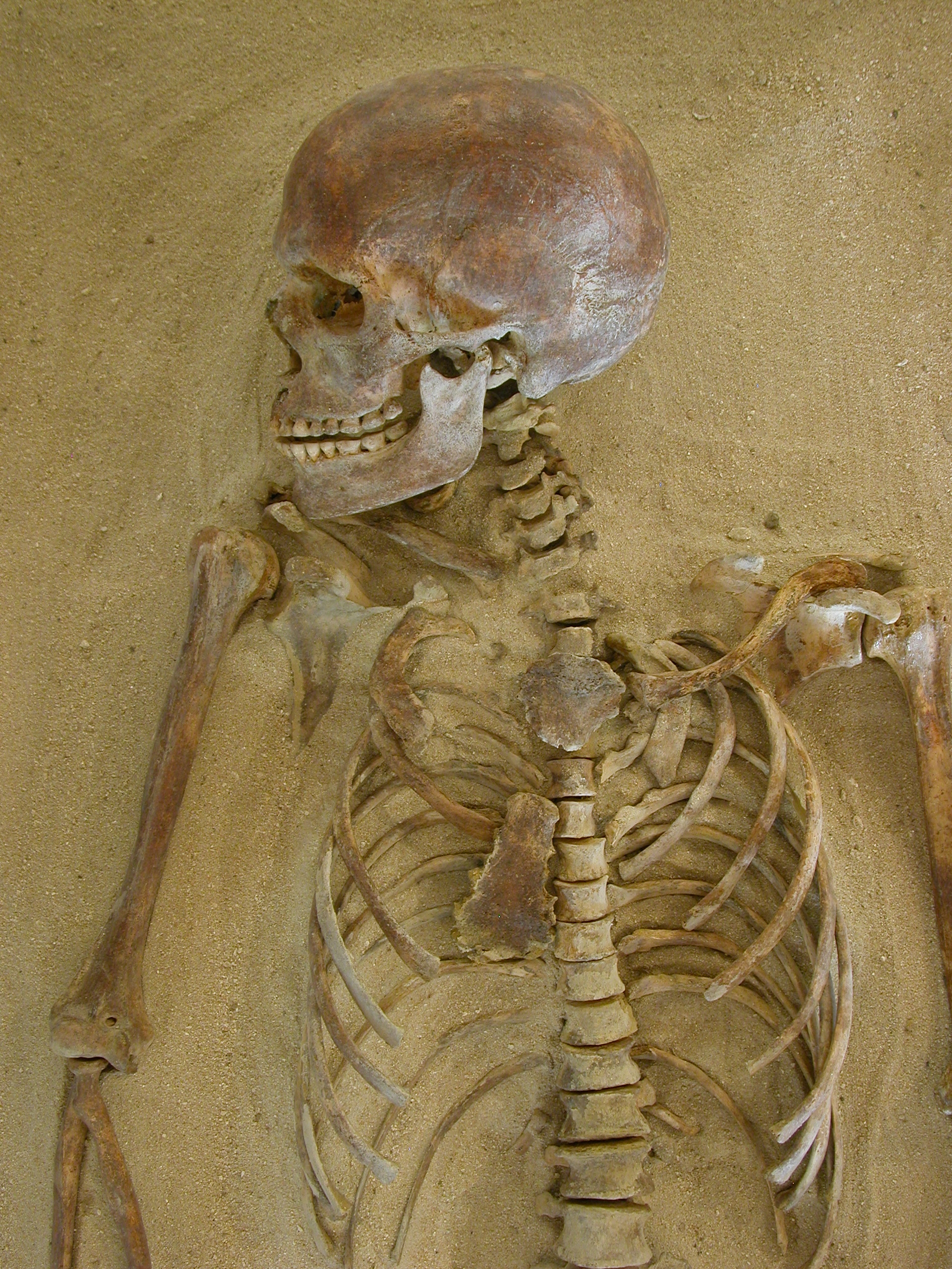
Dama di Bonifacio

La dama di Bonifacio (in francese dame de Bonifacio) è uno scheletro umano preistorico scoperto presso Araguina Sennola, in territorio di Bonifacio, nella Corsica del Sud. Attualmente è esposto al Musée départemental de l’Alta Rocca, a Levie.

## Descrizione
Lo scheletro, completo, venne scoperto nel 1972 in una grotta. Secondo le datazioni risalirebbe a circa 9000 anni fa (Mesolitico) e apparterrebbe a una donna adulta di circa 35 anni alta poco più di 1,50 m (154 cm circa).
Era coperta da uno strato di ocra rossa. Quando fu sepolta, giaceva sulla schiena. Questo rito è simile ad altri rituali nel Mesolitico dell'Europa continentale. Durante la sua vita, aveva avuto problemi di crescita. Aveva anche subito diverse ferite, tra cui l'artrite, una frattura al braccio inferiore sinistro, un tumore sulla tibia e diverse infezioni. Il suo braccio superiore sinistro era paralizzato. Il suo piede sinistro era malformato, il che probabilmente le rendeva difficile camminare. Morì a causa di un'infezione, derivante dalla rottura di uno dei suoi denti.